# 初级生产
初级生产（英語：primary production）是指自然界将大气或水体中的二氧化碳等简单无机物分子通过吸能反应合成有机化合物的过程，其产物的總和量又稱初級生產量，數值越高代表合成能力越強。在生态学中，初级生产专指生物圈中自营生物的各种有机物合成过程，以生态系统的觀點来說就是食物网最底端的生态位所产生的生物量及其可提供的化学能。这些负责初级生产的生物被称为生产者（producer），在陆地生态系统中这些主要是植物（特别是拥有木质素的维管植物），以及少量地衣和半水生绿藻；而在水域生态系统，水生植物（主要在淡水环境）、藻类和蓝绿菌都是重要的初级生产者。
地球生物圈中的初级生产主要是通过光合作用来完成，利用对光敏感的生物色素（主流为叶绿素，此外还有菌绿素和紫膜质等）吸收日光中的光能作为反应中心的能量来源；但一些深海底栖生物则是通过化能合成，使用海底热泉或海底火山释放出的高键能的化学物质（如氨、硫、亚铁）进行氧化还原作为能量来源。这是生物圈最基本的能量固定，具有奠基石的作用，所有的异营生物（消費者和分解者）和混营生物（初级生产能力较为有限的自营生物）都直接或间接地依赖其它生物的初级生产为生，因此没有初级生产量就不会有消費者和分解者，也不会有生态系统。
初级生产区分为两种：净初级生产与总初级生产；前者含有生产过程损失，如细胞呼吸作用，在計算中必須減去；而后者不含有。所以，净初级生产量 ＝ （总初级生产量 － 光合作用期间因呼吸作用所消耗量）。

## 计算

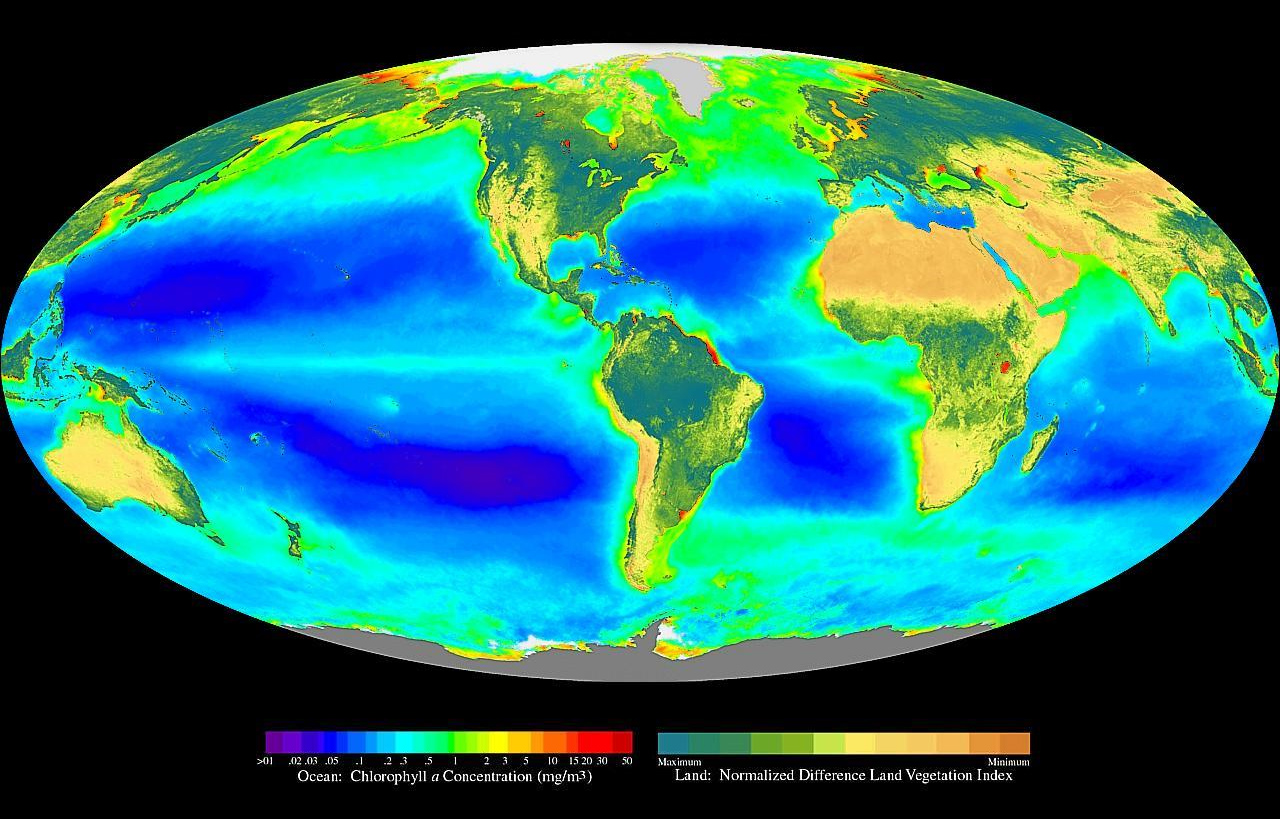
1997年9月至2000年8月的全球初級生產量分布。

在初级生产中，有一部分是被植物自己的呼吸作用消耗了，只有剩下的部分才能用于植物的生长和繁殖，这部分就是“净初级生产量”（net primary production , NPP），包括呼吸消耗在内的全部生产量称为“总初级生产量”（Gross primary production, GPP）。它们三者的关系是：
NPP = GPP - [植物自己的]呼吸作用
NPP亦代表着植物可供给动物和人利用的能量。初级生产量通常是用克干重/米2·年（g/m2·a1）或焦耳/米2·年（J/m2·a1）的单位表示。

## 与生物量的关系

光合作用的卡尔文循环。

由于初级净生产主要是用于植物自身的生长和繁殖，因此随着时间的推移，植株越长越大，株数越来越多，而构成植物体的有机物质（根、茎、叶、花、果、食等）也就越积越多。逐渐积累下来的这些净生产量可称为生物量（biomass），可见生物量实际上就是净生产量的积累量。生物量的单位通常是用克干重/米2（g/m2）或J/米2（J/m2）表示。
- 若GP-R>0，则生物量增加——这通常是正在向顶级演替的群落所具有的特征
- 若GP-R<0，则生物量减少——这通常是正在衰落的群落所具有的特征
- 若GP-R=0，则生物量不变——这通常是顶级群落所具有的特征

生物量的概念也可用于动物，通过动物生物量的计算可以推算各类动物在生态系统中的重要性。

## 初级净生产量的分布
地球各地的净初级生产量和生物量随温度和雨量的不同而有很大差异。耕地是人類處理過的環境，例如水生植物農作稻米的產量高，乾旱地區的穀物則較低一些，特殊型態的生產，例如魚菜共生因類似濕地，生產力也會是人工系統最高的，但都比不上自然森林，更不用說沼澤，近代以來人類的耕地改造會使陸地的總生產量降低，引發生物攝取不到營養而大量死亡，形成生態破壞與失衡。

### 陆地生态系统

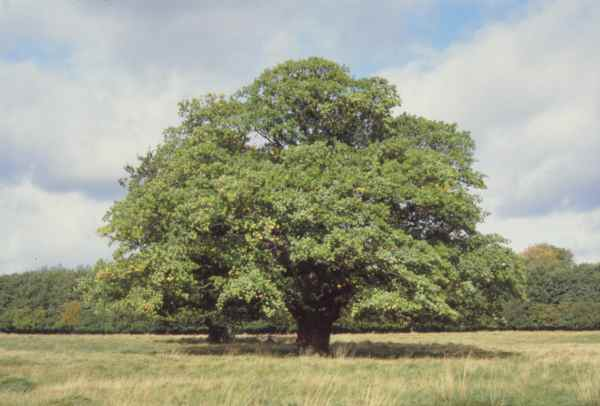
一棵橡树是一个典型的现代陆生自养生物。

陆地初级净生产量约占地球总初级净生产量的53.8%。陆地生产力的季节波动很大，夏季比冬季平均高60%。
| 生态系统       | 初级净生产量(g·m−2·a−1) |
| -------------- | ----------------------- |
| 木本和草本沼泽 | 2500+                   |
| 热带林         | 2200                    |
| 温带林         | 1300                    |
| 北方针叶林     | 750                     |
| 稀树草原       | 700                     |
| 耕地           | 700                     |
| 灌丛           | 600                     |
| 温带草地       | 500                     |

### 海洋生态系统

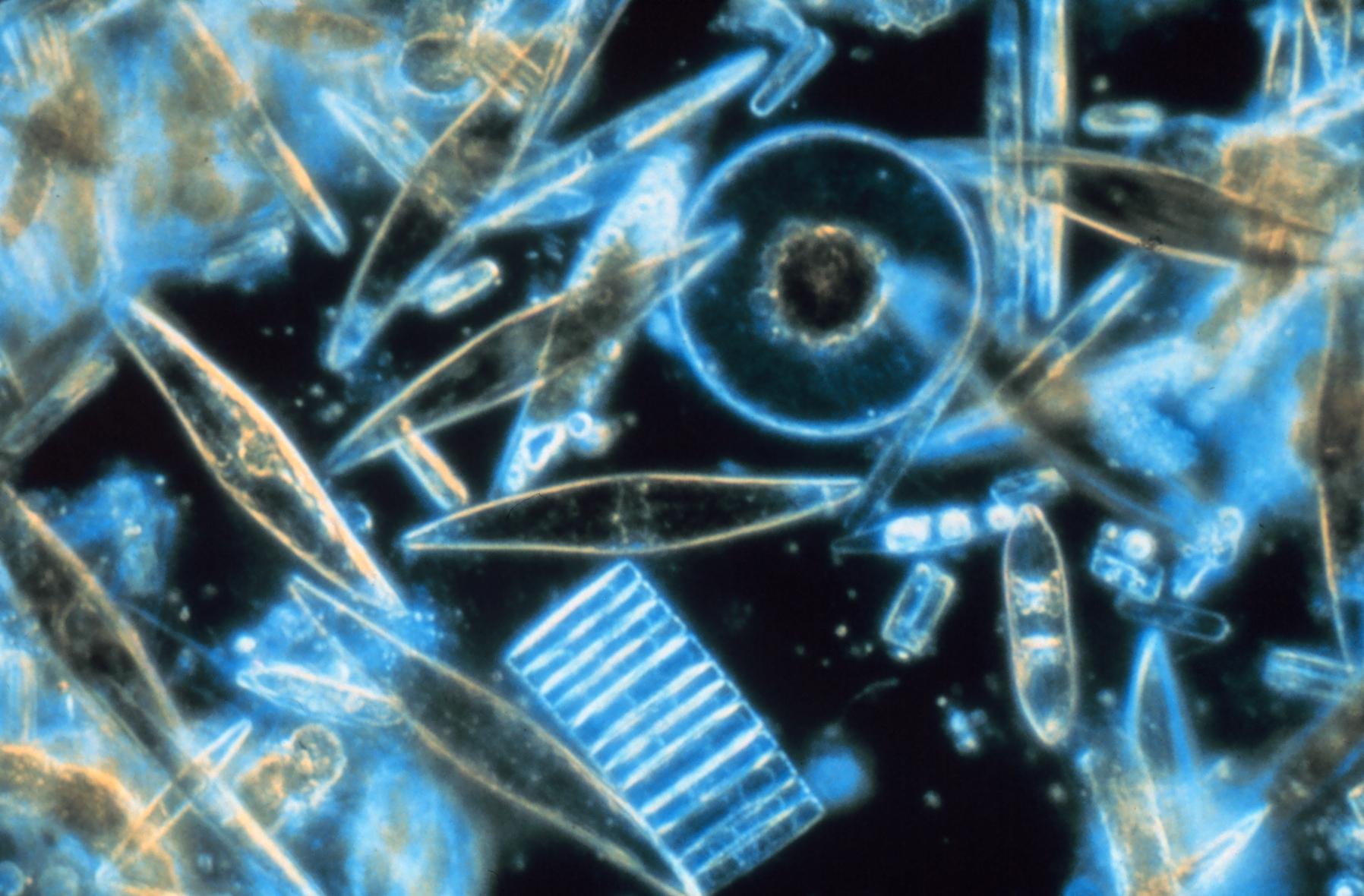
海洋硅藻；浮游生物微藻的一个例子。

海洋初级净生产量约占地球总初级净生产量的46.2%。然而，占海洋大部分面积的大洋区，初级净生产量约为125g/m2，僅比陸地沙漠略高，被称为「海洋荒漠」。